# 拉赫堅波希亞區
拉赫堅波希亞區（俄语：Лахденпохский район），是俄羅斯的一個區，位於該國西北部，由卡累利阿共和國負責管轄，面積2,200平方公里，2010年人口14,235，人口密度每平方公里6.47人。

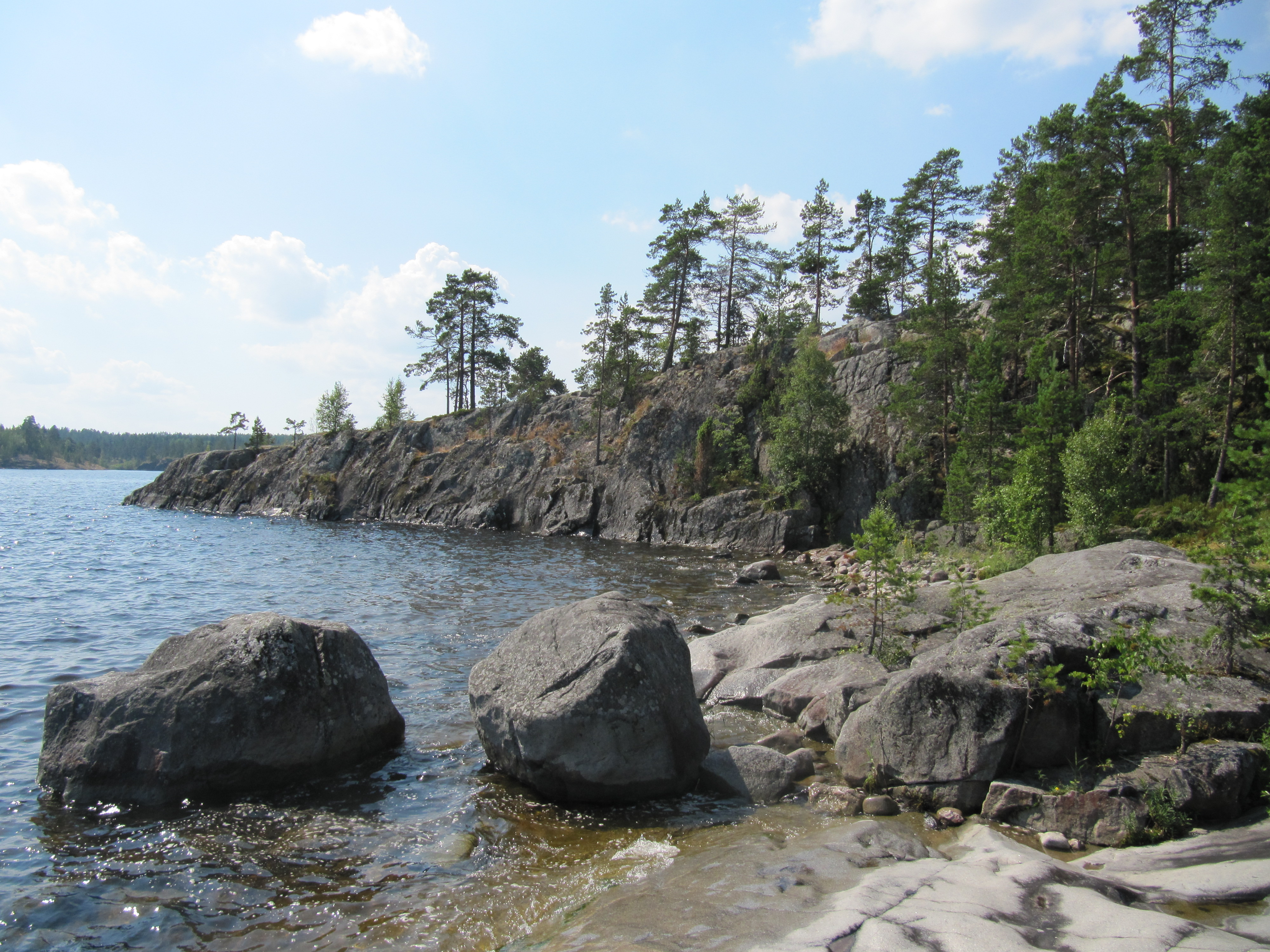

61°31′N 30°12′E / 61.517°N 30.200°E